# Yusuf Güney

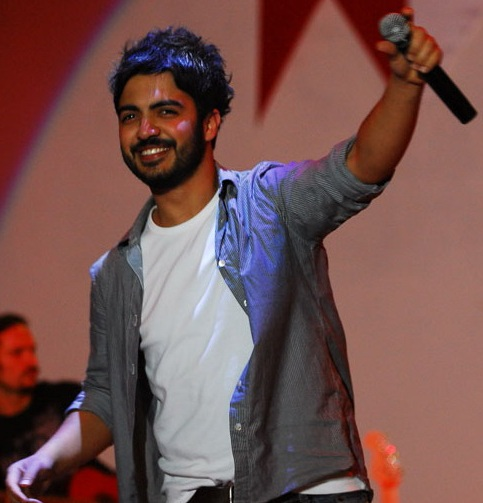
Yusuf Güney (2011)

Yusuf Güney (* 5. Juni 1984 in Trabzon) ist ein türkischer Popmusiker.

## Karriere
Seine musikalische Karriere begann im Jahr 2008 mit der erfolgreichen Kollaboration Aşk-ı Virane gemeinsam mit Rafet el Roman. Zwei Jahre folgte die zweite Zusammenarbeit mit dem Song Aşka İnat, der ebenfalls ein Hit wurde.
Seit 2009 hat Yusuf Güney vier Alben und eine Extended Play veröffentlicht.
Zu seinen bekanntesten Songs zählen heute Aşk-ı Virane, Aşka İnat, Heder Oldum Aşkına, Unut Onu Kalbim, Git Bedenim Buralardan, Duydun Mu?, Melekler Seni Bana Yazmış oder Sevdaluğun Sarmadı.
Im Jahr 2023 nahm er an der Reality-Fernsehshow Survivor Türkiye teil.

## Diskografie

### Alben
- 2009: Bir Sevda Masalı
- 2010: Aşka İnat
- 2013: Sevgi Arsızı
- 2016: Kaptan

### EPs
- 2012: Kader Rüzgarı

### Singles
| - 2008: Aşk-ı Virane (mit Rafet el Roman) - 2009: Heder Oldum Aşkına - 2009: Git Bedenim Buralardan - 2009: Aşkım Aşklarından Bulasın - 2010: Aşka İnat (mit Rafet el Roman & Eren Atasoy) - 2010: Unut Onu Kalbim - 2010: Serserin Oldum - 2012: Kader Rüzgarı - 2012: İki Romantik Deli - 2013: Bunalım - 2013: Ördü Kader Ağlarını - 2014: Melekler Seni Bana Yazmış - 2014: Hazin - 2014: Kendine İyi Bak (mit Semra San) - 2015: Değilsin (mit Şeyma Erdoğan) | - 2016: Hadi Aşkım - 2016: Kaptan - 2016: Kördüğüm - 2017: Sevdaluğun Sarmadı - 2017: Yandan Yandan (mit Serkan & Eren) - 2018: Yaradanım - 2018: Aşkın Adı (mit Hakan Kahraman) - 2019: Çak Bi Beşlik - 2020: Duydun Mu? - 2021: Affedemem (mit Damla) - 2022: Zamansız Yağmur - 2022: Boş Kafalar - 2024: Kalbime Mi Gömsem - 2024: Aldandım (mit Ayaz Babayev) |